# Curamik electronics
Die Curamik Electronics GmbH (Eigenschreibweise: curamik electronics GmbH) ist ein Elektronikhersteller aus Eschenbach in der Oberpfalz in Bayern. Das Unternehmen stellt vorwiegend keramische Leiterplatten her und ist Markt- und Technologieführer in diesem Segment.

## Geschichte
Bei der Gründung des Unternehmens durch Altan Akyürek, Jutta Hüttlinger und Susanne Akyürek im Jahr 1983 beschäftigte die damalige Hüttak Electronics nur die drei Gründungsmitarbeiter auf einer Fabrikfläche von 800 Quadratmetern. 1986 schied Jutta Hüttlinger aus, das Unternehmen wurde von Peter Hermann Maier neu finanziert und umbenannt in curamik electronics GmbH. Nun wurde die Serien-Herstellung von Direct Copper Bonded (DCB) aus Aluminiumoxid aufgenommen. In den folgenden Jahren setzte das Unternehmen auf Expansion und begann 1990 mit dem Verkauf der eigenen Produkte in den Vereinigten Staaten und in Japan. Altan und Susanne Akyürek schieden 1992 aus dem Unternehmen aus.  
Im Jahr 1993 wurde das Dimple-Design zur Erhöhung der Temperaturwechselbeständigkeit und der Schutzrand für die DCB Produktion im Mehrfachnutzen entwickelt. Mit der Herstellung von DCB aus Aluminiumnitrid wurde 1995 begonnen und im folgenden Jahr mit Mikrokanalkühlern für Hochleistungslaserdioden. 1997 wurde die erste große Erweiterung des Produktionswerks in Eschenbach auf 10.000 m² Fertigungsfläche vorgenommen.
Ende 2002 wurden 89,4 Prozent von curamik electronics durch die österreichische Electrovac übernommen. Peter Hermann Maier verkaufte seine restlichen Anteile 2005 und schied aus dem Unternehmen aus. Zu diesem Zeitpunkt beschäftigte das Unternehmen 400 Mitarbeiter.
Im Januar 2011 erwarb die amerikanische Rogers Corporation für rund 120 Millionen Euro 100 Prozent der curamik electronics GmbH.
Im Sommer 2014 folgte die Umfirmierung. Unter dem Namen Rogers Germany GmbH bildet sie zusammen mit Rolinx Busbars einen Teil der Power Electronics Solutions Gruppe (PES) im Rogers Konzern.

## Produkte
Curamik Electronics stellt Produkte für die Elektrotechnik her. Zu den Produkten gehören verschiedene keramische Substrate sowie DCB-Kühler.